# Yassine Mansouri
Mohamed Yassine Mansouri (Bejad, 1962) es el jefe de los espías de Marruecos.
Hijo de un destacado líder marroquí, Abderrahmane Mansouri, fue un estudioso avanzado del Corán, integrándose en su adolescencia y juventud en algunos movimientos de izquierdas, algo habitual en la época donde los jóvenes se movían entre el nacionalismo, la izquierda y los movimientos coránicos. Se formó en el Colegio Real, donde conoció a los miembros de la corte de Hassan II y se relacionó con ellos, al igual que con Noubir Amaoui, Mohamed Bensaid, uno de los fundadores de la izquierda marroquí, o Fqih Basri, opuesto al rey Hassan II. Allí conoció a al futuro rey, Mohamed VI. Se licenció en Derecho y se integró en el Ministerio de Información en 1987, pasando a trabajar a las órdenes de Driss Basri en el departamento de información. En 1990 se le consideró ya un prominente hombre en el Ministerio.
Próximo al heredero de la corona, el rey Hassan II se interesó por las cualidades de Mansouri en 1992, recibiendo una información muy positiva del Ministro del Interior, que alabó su inteligencia y lealtad. La enfermedad del rey en 1997 desató en el entorno toda suerte de especulaciones, sobre todo porque Basri era acusado veladamente de espiar al príncipe heredero, pero Mansouri lo era de espiar al Ministro por órdenes del príncipe. Esto provocó una ruptura en la que Mansouri salió perjudicado.
En 1999, los sucesos de El Aaiún dos meses después del ascenso al trono de Mohamed VI, en el que miembros del Frente Polisario tomaron la ciudad, permitió un cambio en la situación de Mansouri. Basri se encontró en un apuro por su negligencia, más cuando Mohamed VI encargó a Mansouri elaborar un informe secreto sobre lo sucedido en el que fue muy crítico con Basri. Dos semanas después, Mohamed VI nombró a Mansouri adjunto al Ministro del Interior. Al mismo tiempo, otros compañeros del Colegio Real del joven rey empezaron a ocupar puestos de responsabilidad.
A partir de este momento Mansouri recibió diversos encargos, entre ellos la diplomacia silenciosa con fuerzas políticas, sociales, sindicales e incluso en el extranjero. Mansouri recibió el encargo directo del rey de organizar las elecciones municipales de 2003: participó en el nombramiento de candidatos y supervisó el trabajo de los gobernadores, al tiempo que inició una depuración de las autoridades en el Sáhara Marroqui proclives al Polisario. La gran confianza entre el rey y Mansouri le llevó a ser nombrado en 2005, director general de la Dirección de Estudios y Documentación (servicio secreto marroquí), sucediendo a Ahmed Harchi. Tras el nombramiento, aunque no se evidenciaron claros síntomas de ruptura con el pasado, Mansouri fue un hombre público que asistía al exterior, ofrecía ruedas de prensa, representaba al gobierno en actos opúblicos fuera y dentro del país y, poco a poco, fue cambiando la estructura anticuada del servicio secreto.